# Honoré III av Monaco
Honoré III, född 1720, död 1795, var regerande furste av Monaco, hertig av Valentinois, mellan 1733 och 1793. 

## Biografi
Honoré var son till Louise-Hippolyte av Monaco och Jacques François Leonor Grimaldi.  Hans mor besteg tronen i Monaco 1731, men avled samma år och efterträddes av sin make, som 1733 tvingades abdikera till förmån för sin son.  Honoré III besteg tronen vid tretton års ålder, och Monaco styrdes av en förmyndarregering under hans morbror Antoine Grimaldi fram till år 1740.  

### Regering
Han myndigförklarades vid tjugo års ålder 1740, varpå hans morbror formellt överlämnade regeringen till honom. Honorée III överlämnade dock genast regeringen tillbaka till Antoine Grimaldi igen, som fortsatte att styra Monaco som Honoré III:s ställföreträdande regent fram till sin död 1784: efter Antoine Grimaldis död 1784, styrdes Monaco av guvernören utsedda av Honoré. 
Honoré III tillbringade större delen av sitt i Frankrike, där han levde omväxlande i sitt palats i Paris och vid det franska hovet.  Han gjorde karriär i den franska armén från 1736. År 1756 utfärdade han ett dekret om att Monaco skulle anslutas till Frankrike om dess dynasti dog ut. År 1762 inrättade han en flotta vid Monaco, som dock lydde under den franska flottan.   
Honoré III gifte sig år 1757 med Maria Katarina av Brignole, och mellan 1757 och 1760 bodde han åter i Monaco, innan vantrivsel fick honom att återvända till Paris. Han återvände tillfälligt till Monaco då han år 1767 fick besök av den brittiske kungens bror hertigen av York, som avled där.  Året därpå, 1768, gjorde han ett statsbesök i Storbritannien. Hans äktenskap upplöstes under skandalartade former år 1770. Även under Ludvig XVI:s regering hade han en framträdande roll vid franska hovet. 

### Franska revolutionen
Den monegaskiska furstefamiljen levde vid denna tid nästan ständigt i Frankrike, där franska revolutionen utbröt 1789. Monaco betraktades även i fortsättningen som en allierad till Frankrike, och Honorés politik var att inte försätta furstendömet i motsättning till Frankrike, utan utåt agera i enlighet med revolutionsregeringens dekret.  Han ska inte ha tagit revolutionen på allvar, utan betraktat det som ett uppror, som så småningom skulle besegras. Han vägrade lämna Frankrike, och svor trohet till den franska konstitutionen 1791.   
Revolutionens demokratiska ideal spred sig även till allmänheten i Monaco, som begärde ekonomisk rättvisa, sänkta skatter och politisk representation.  Honoré tillät formellt att allmänheten bildade representativ råd, men gav dem inget som helst inflytande över politiken.⁰ Monaco led under denna tid av svåra ekonomiska problem, och Honorés yngre son Josef befann sig ständigt utomlands i försök att låna pengar. 
I januari 1793, under furstefamiljens frånvaro i Frankrike, formade innevånarna i Monaco en folktribunal och röstade för att ansluta landet till Frankrike, och i mars anslöts Monaco till Frankrike och den före detta furstefamiljen blev franska medborgare.  Honoré, hans äldste son och hans två svärdöttrar fängslades  under Skräckväldet i juli 1793, när den yngre sonen Josefs utlandsvistelse gjorde honom misstänkt för kontrarevolutionär verksamhet. Hans förmögenhet konfiskerades.  Hans ena svärdotter avrättades, medan hans andra svärdotter smugglades ut ur fängelset.  Honoré och hans son överlevdes skräckväldet och släpptes ut efter Robespierres fall.  Hans hälsa var då permanent försämrad av fängelsevistelsen, och han avled 1795.